# Tylanira bifurca
Tylanira bifurca är en insektsart som beskrevs av Ball 1936. Tylanira bifurca ingår i släktet Tylanira och familjen sköldstritar. Inga underarter finns listade i Catalogue of Life.